# Луняков, Василий Сергеевич
Васи́лий Серге́евич Луняко́в (19 августа 1927, Рязань — 25 марта 2013) — советский и российский учёный в области систем автоматического управления самолётами и лётных испытаний бортового пилотажно-навигационного оборудования самолётов, заслуженный изобретатель РСФСР (1984).

## Биография

### Ранние годы
Василий Луняков родился 19 августа 1927 года в Рязани. В 1949 году он начал работать в Лётно-исследовательском институте (ЛИИ). В 1950 году окончил Московский авиационный институт.

### Работа в авиационной промышленности
Работу в ЛИИ Луняков начинал в лаборатории 20 отделения 2 по тематике устойчивости и управляемости боевых самолётов. Участвовал в проведении лётных исследований и испытаний на ряде летающих лабораторий (ЛЛ) института. В первой половине 1960-х годов стал заместителем начальника лаборатории В. Н. Матвеева. 
Примерно в тот же период в филиале ЛИИ велись работы по проектированию, летным исследованиям и испытаниям пилотажно-навигационного оборудования (ПНО) и систем отображения информации в кабинах самолётов. Эти работы по мере их расширения потребовали развития филиала. Поэтому в 1965 году в составе филиала ЛИИ было создано отделение 9 по научной тематике ПНО путём объединения профильного подразделения филиала с лабораторией 20, которой к тому времени руководил Матвеев. Впоследствии, в 1983 году, на базе филиала ЛИИ был создан специализированный институт НИИАО, а отделение 9 вошло в состав ЛИИ под руководством Е. Г. Харина. В новом отделении Луняков был ответственным исполнителем работ на ЛЛ Як-25 с системой дистанционного управления и элементами улучшения устойчивости самолёта (демпферы колебаний с использованием электромеханической раздвижной тяги управления). Эти работы продемонстрировали большие возможности для улучшения устойчивости и управляемости скоростных самолётов. Участниками этих работ были также: В. Н. Матвеев — научный руководитель, В. А. Проворов, В. В. Соловьев, Ю. Г. Шаповал, лётчики-испытатели А. А. Щербаков и Г. А. Седов.
В 1964 году Луняков защитил диссертацию на соискание учёной степени кандидата технических наук, в 1966 году ему было присвоено учёное звание старшего научного сотрудника.
К 1965 году в отделении 9 были созданы две научные лаборатории по сходной проблематике систем автоматического управления: одна занималась вопросами управления тяжёлыми самолётами (под руководством В. Н. Матвеева), а другая — маневренными самолетами (под руководством Лунякова). Под руководством Лунякова был отработан первый отечественный комплекс ПНО «Полет-1И» для самолётов-истребителей МиГ-21, МиГ-25, МиГ-27, Су-24. Он внёс вклад в разработку принципов построения комплекса, его лётные исследования и испытания комплекса на ЛЛ МиГ-21У и опытных отечественных самолётах.
В период 1967—1989 годов Луняков стал руководителем и ответственным исполнителем комплекса работ по повышению уровня всепогодности применения маневренных самолётов за счёт внедрения на них новых автоматизированных систем управления полётом. Для этих систем в ЛИИ были обоснованы и проверены в полёте структурное построение систем, алгоритмы управления на режимах посадки, требования к режимам автоматической посадки. Были разработаны новые методики испытаний указанных систем. В числе других участников работ были: Г. М. Лапшин, В. В. Соловьев, М. И. Минеев, В. В. Кабачинский, Ю. Г. Шаповал, лётчики-испытатели В. П. Васин, И. П. Волк, В. А. Волошин, В. Д. Гордеев, Э. П. Княгиничев, Э. А. Лебединский, А. С. Левченко, А. Б. Философов. Эти работы выполнялись на ЛЛ и опытных самолетах МиГ-29, МиГ-25 и Су-27. Была показана возможность установления для этих самолётов автоматического захода на посадку до высоты 60 м при видимости не менее 800 м. Была также отработана система автоматической посадки на авианосец (в этих работах также участвовали: В. Д. Соловьев, В. М. Самсонов, М. Ю. Кузнецов, С. К. Богачев, В. П. Болин, Э. П. Козлов, В. М. Королев, А. П. Токарев,  Ю. В. Симутин, А. Б. Трутнев, Г. Е. Горюнов, Н. П. Ганин).
В начале 1970-х годов Луняков был руководителем от МАП СССР межведомственной НИР «Заход-73». В рамках этой работы специалисты ВВС СССР и авиационной промышленности в рамках совместных лётных испытаний обосновали возможность и необходимые меры для снижения в 2,5—3 метеорологических минимумов захода на посадку для 10 типов самолётов МиГ и Су
Луняков был участником программы орбитального корабля (ОК) «Буран». В период 1974—1983 годов работами по данной теме в отделении 9 ЛИИ руководили три человека: Е. П. Новодворский, В. С. Луняков и Г. П. Голяс. В составе комплексной бригады было свыше 40 специалистов. 
К 1974 году была создана ЛЛ на базе самолёта Ан-24, на которой проводились лётные исследования и отработка наземных радиотехнических средств автоматической посадки ОК «Буран» в комплексе с полётами ЛЛ Ту-154 и, позднее, аналоге ОК БТС-002. Оборудование Ан-24ЛЛ включало (впервые в практике подобных испытаний) цифровые устройства регистрации и послеполётной автоматизированной обработки данных измерений. Первоначально использовались модифицированные для целей испытаний серийные радиомаяки «Полёт-П» и «Привод-СВ», позднее (1984—1985) они были заменены специальными посадочными радиомаяками РМС. Эти работы проводились в ЛИИ под руководством Лунякова и и А. Д. Филиппова. В ходе испытаний выяснилось, что сложный профиль взлётно-посадочной полосы (ВПП) аэродрома ЛИИ стал причиной искажений в сигналах РМС при полётах на малых высотах над ВПП. Под руководством Лунякова и Филиппова был разработан комплекс мероприятий по устранению этих искажений с помощью установки корректирующих экранов и подъема курсового маяка на эстакаду высотой 8 метров.
В целом комплексной бригадой ЛИИ для создания системы автоматического управления (САУ) ОК «Буран» на атмосферном участке полёта (с высоты 4 км до касания ВПП и пробега) были проведёны работы по следующим направлениям:
- исследования разных способов автоматической посадки и контуров отработки заданного сигнала нормальной перегрузки и крена в режиме посадки,
- выбор структуры, алгоритмов и параметров траекторного управления  в боковом и продольном движении,
- разработка методики и программно-математического обеспечения регистрации и автоматизированной обработки результатов летных исследований САУ,
- формирование математической модели и типовой программы моделирования на ЭВМ М-4050 и М‑4030 режимов автоматического захода на ВПП для посадки.

В результате моделирования были получены алгоритмы и законы автоматического управления для САУ ОК «Буран», которые были испытаны на ЛЛ, БТС-002 и обеспечили в итоге успешную автоматическую посадку ОК «Буран».
С 1983 по 1996 годы Луняков работал заместителем начальника ЛИИ по оборудованию и испытательным базам. В период 1984—1992 годов он руководил Комплексом лётно-морских и специальных испытаний ЛИИ. Был членом Совета при главкоме ВВС СССР по снижению посадочных метеорологических минимумов в военной авиации. С 1996 по 2006 годы он работал на должности заместителя начальника Научно-исследовательского центра ЛИИ.
В 1988 году, в связи с проведением сдаточных испытаний тяжёлого авианесущего крейсера «Адмирал Флота Советского Союза Кузнецов», ЛИИ было поручено научно-методическое обеспечение испытаний. Специалисты отделения 9 ЛИИ участвовали в отработке  посадки и взлёта самолётов Су-27К и МиГ-29К как на специальном наземном комплексе НИУТК. Были разработаны идеология посадки и алгоритмы управления посадкой как одиночного, так и группы самолётов, включая алгоритмы САУ самолёта и командного пункта управления корабля. Эти работы проводились под руководством Лунякова и  Лапшина при участии: В. В. Кабачинского, А. Ф. Якушева, Г. А. Яциненко, М. И. Минеева, Н. П. Ганина, Т. П. Сапариной, Г. Н. Филиппова, В. В. Соловьева, Е. Г. Захарова и др.
В период 1994—1995 годов Луняков руководил в ЛИИ ОКР «Радиодром», направленной на техническое перевооружение и реконструкцию базы института для испытаний и сертификации систем единой системы связи, навигации, наблюдения и организации воздушного движения в гражданской авиации. Были разработаны и внедрены новые методы и средства обеспечения испытаний бортового оборудования, в частности, был создан и испытан на ЛЛ Ил-76МД образец комплекса бортовых траекторных измерений, обеспечивающий эти измерения без использования наземной аппаратуры (участники этих работ от ЛИИ: Е. Г. Харин, А. Ф. Якушев, В. В. Кабачинский, В. Г. Поликарпов, Л. М. Бардина, В. В. Андрианов, А. В. Ясенок, А. А. Уколов, В. Ф. Гуров, Л. А. Крючков, Ю. М. Чудный, В. И. Гурьев, Н. И. Сазонов, В. П. Парфенов, И. А. Лапшин, А. Д. Филиппов и др.).

### Научно-педагогическая деятельность
Луняков преподавал в Жуковском филиале МАИ «Стрела», профессор (1957). 

### Смерть
Василий Сергеевич Луняков умер 25 марта 2013 года.

## Награды и звания
- Два ордена Знак Почёта (1971, 1976)[3]
- Заслуженный изобретатель РСФСР (1984)[19]
- Медаль «За трудовую доблесть» (1966)